# Old Newton House

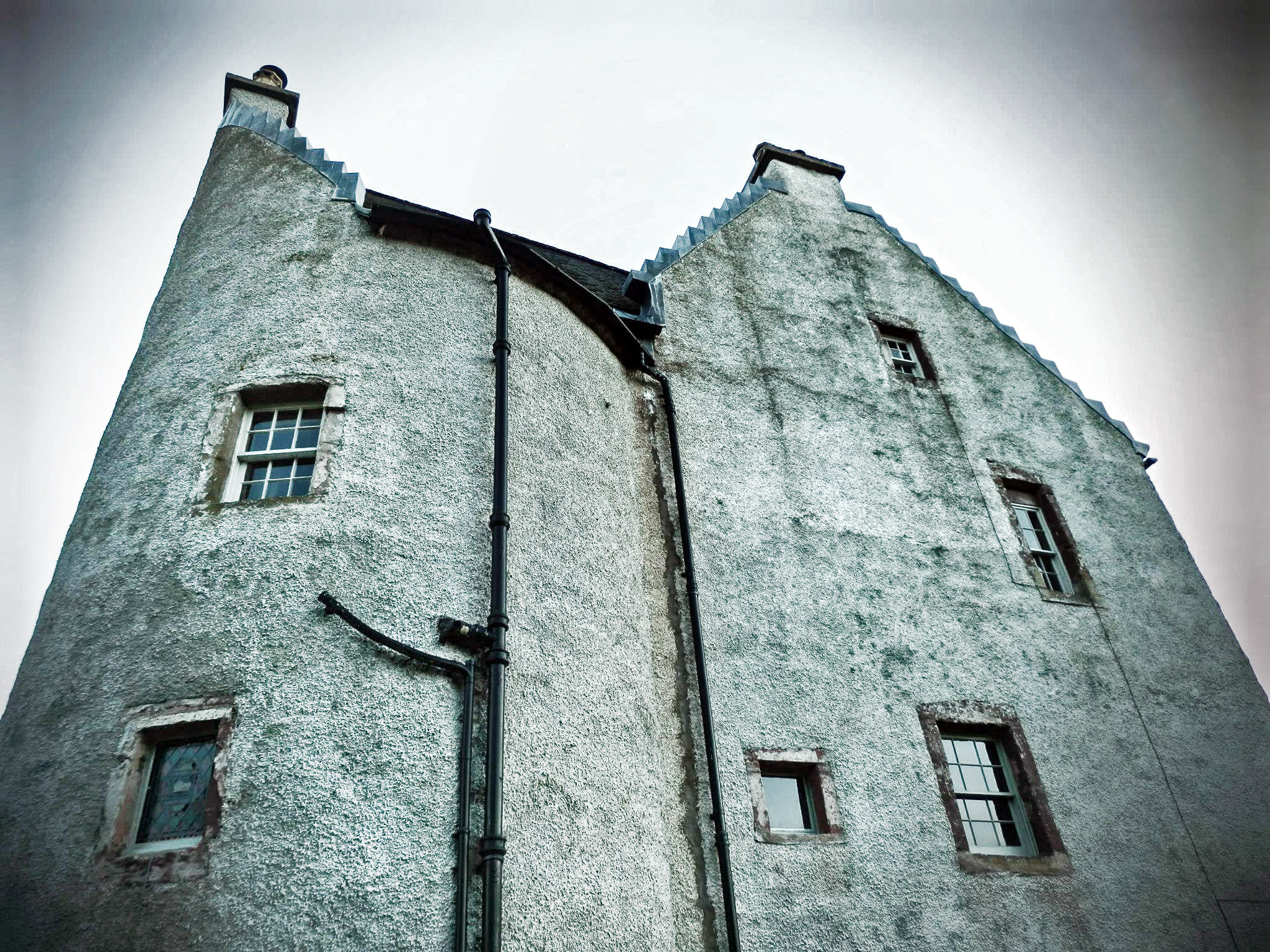
Old Newton House

Old Newton House ist ein Tower House nahe der schottischen Ortschaft Doune in der Council Area Stirling. 1971 wurde das Bauwerk in die schottischen Denkmallisten in der höchsten Denkmalkategorie A aufgenommen.

## Geschichte
Das Tower House wurde im 16. oder 17. Jahrhundert erbaut. Mit Inverardoch House wurde im Jahre 1861 nach einem Entwurf von David Bryce ein Herrenhaus auf dem Anwesen errichtet, das Newton House ersetzte. Das Herrenhaus wurde in den 1950er Jahren abgebrochen. Die heutige schmiedeeiserne Torzufahrt zu Old Newton House stammt ursprünglich von Inverardoch House.

## Beschreibung
Old Newton House steht am Ostrand von Doune. Das dreistöckige Gebäude weist einen L-förmigen Grundriss auf. Im Gebäudeinnenwinkel kragt ein gerundeter Treppenturm aus. Die Südwestfassade ist flach gerundet. Die Fassaden sind mit Harl verputzt. Die abschließenden Satteldächer sind mit Staffelgiebeln gestaltet. An der Nordwestseite wurde kurz nach Bau des Tower House ein einstöckiger Flügel ergänzt. Das schmiedeeiserne Tor der zugehörigen Gärten stammt von Inverardoch House.